# Stadion Miejski im. Janusza Kusocińskiego w Gostyninie
Stadion Miejski im. Janusza Kusocińskiego w Gostyninie – stadion piłkarsko-lekkoatletyczny znajdujący się przy ulicy Sportowej 1 w Gostyninie. Na tym obiekcie rozgrywają mecze piłkarze IV-ligowego klubu Mazur Gostynin.

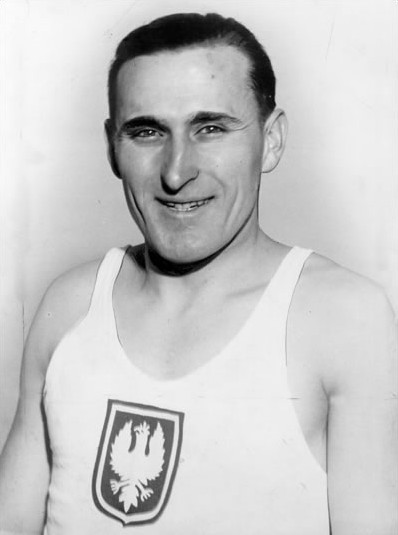
Janusz Kusociński

Na tym obiekcie swoje mecze rozgrywały m.in. Wisła Płock, Pelikan Łowicz, Reprezentacja Polski U-16 w piłce nożnej, Reprezentacja Polski U-17 w piłce nożnej i Reprezentacja Polski U-18 w piłce nożnej

## Historia
W 1974 roku rozporządzono remont obiektu – budowa pawilonu z trybunami, adaptacja pomieszczeń na pokoje sypialne (obecny hotel) - który zakończono w roku 1978.
28.04.1979 r. podczas uroczystości obchodów Dni Olimpijczyka w Gostyninie, stadion zostaje nazwany imieniem Janusza Kusocińskiego. Odsłonięto tablicę pamiątkowa biegaczowi, zamordowanemu w 1940 r. przez hitlerowców. Odsłonięcia dokonał gość honorowy imprezy - Mistrz Olimpijski z Rzymu w biegu na 3000 m z przeszkodami Zdzisław Krzyszkowiak. Sztandar Olimpijski niósł uczestnik Igrzysk w Monachium Sławomir Maciejowski. W towarzystwie Sekretarza Generalnego Polskiego Komitetu Olimpijskiego były mistrz wręczył kółka olimpijskie gostynińskiej młodzieży.
W roku 1986 miał miejsce remont kapitalny stadionu, który trwał rok. W międzyczasie oddano do użytku nową pełno wymiarową płytę piłkarską.
W drugiej połowie 2010 r. na bocznym (dotychczas piaskowym) zostało zbudowane trzecie sztuczne boisko Orlik 2012 w Gostyninie.

## Nazwy stadionu
- 1928–1972 - Stadion im. Józefa Piłsudskiego
- 1972–1979 - Powiatowy Ośrodek Sportu i Turystyki
- 28.04 1979-do dziś - Miejski Ośrodek Sportu i Rekreacji im. Janusza Kusocińskiego

## Ważniejsze mecze
| Data          | Drużyny                  | Wynik | Strzelcy                                           |
| ------------- | ------------------------ | ----- | -------------------------------------------------- |
| 8 maja 2007r. | Polska U-15 - Rosja U-15 | 1:2   | Mateusz Koluszek - Gieorgij Nurow, Anton Chodyriew |

### Puchar Syrenki

#### Puchar Syrenki 2010
W dniach 24 i 25 sierpnia 2010 r. odbył się XXV Międzynarodowy Turnieju Juniorów o Puchar Syrenki. Na stadionie w Gostyninie zostały rozegrane dwa mecze:
| Nr. | Data               | Drużyny                           | Wynik       | Strzelcy          |
| --- | ------------------ | --------------------------------- | ----------- | ----------------- |
| 1   | 24 sierpnia 2010r. | Polska U-17 - Bułgaria U-17       | 1:0         | Martin Kobylański |
| 2   | 25 sierpnia 2010r. | Irlandia Płn. U-17 - Ukraina U-17 | 2:2 (5:4 k) |                   |

#### Puchar Syrenki 2012
| Nr. | Data               | Drużyny                          | Wynik | Strzelcy                  |
| --- | ------------------ | -------------------------------- | ----- | ------------------------- |
| 1   | 31 sierpnia 2012r. | Polska U-17 - Irlandia Płn. U-17 | 2:0   | Grzegorz Tomasiewicz (2x) |